# Leone Vetrano
Leone Vetrano (Genova, 1165 circa – Corfù, 1206) è stato un ammiraglio italiano.

## Biografia
Nacque a Genova intorno al 1165 da nobile famiglia siculo–genovese. Alcune fonti meno sicure indicavano genericamente la Sicilia come luogo natio, ma, in base alle fonti degli archivi di storia patria genovesi, pare ormai assodata la nascita ligure. Intraprese subito la carriera marinara e corsara, organizzando una vera e propria flotta personale e divenendo uno dei più potenti e audaci ammiragli del Mediterraneo per conto della Repubblica di Genova. Diede il suo contributo alle Crociate ed entrò in stretto rapporto col potente ammiraglio greco–normanno Margarito da Brindisi, di cui intorno al 1195 sposò la figlia ventenne. 
Nel 1197 Leone Vetrano conquistò Corfù, già nell'orbita del Regno di Sicilia dal 1185, divenendone Signore e quindi Conte. Un altro genero di Margarito, Riccardo Orsini, prendeva intanto il possesso di Cefalonia e Zante, rendendo sempre più ampio il territorio di influenza di queste famiglie. Leone Vetrano fu sovrano incontrastato di Corfù per nove anni, durante i quali diede all'isola pace e una certa prosperità. Tentò altresì di espandere i propri domini con spedizioni nell'Ellesponto, nell'Egeo e nel Peloponneso, dove per breve tempo conquistò la città di Modone. 
Poco dopo esser giunta al culmine, tuttavia, la figura di Margarito si eclissò. Di ciò risentì anche il dominio di Leone Vetrano, che iniziò ad essere minacciato dai veneziani. Nel 1204 infatti, dopo aver occupato Costantinopoli, la flotta guidata dall'ammiraglio Giacomo Morosini puntò decisamente verso Corfù. Le prime scaramucce furono favorevoli a Leone Vetrano, che riuscì a cacciarli lontano dall'isola. Tuttavia i veneziani si misero a preparare un colpo a sorpresa, che fu lanciato nel 1206, approfittando dell'assenza del conte Leone, in navigazione presso l'Ellesponto. Corfù fu messa a ferro e fuoco e Leone Vetrano fu catturato poco dopo a Candia. Di qui fu condotto nella sua Corfù, dove fu ucciso; tutti i suoi furono cacciati da Corfù e ripararono in Puglia, dove fu rifondata la casata, che ottenne in seguito altri feudi in Puglia, Sicilia e Campania.